# Акимов, Елизар Петрович
Елиза́р Петро́вич Аки́мов (1847 или 1855 — 1929, Пенза) — член III Государственной думы от Пензенской губернии, крестьянин.

## Биография
Православный. Крестьянин села Соловцовка Пензенского уезда.
Окончил сельскую школу. Отставной унтер-офицер. Занимался земледелием (14 десятин земли). В течение четырех с половиной лет был волостным старшиной, затем девять лет – председателем волостного суда.
В 1907 году был избран в члены III Государственной думы от Пензенской губернии съездом уполномоченных от волостей. Входил во фракцию умеренно-правых, с 4-й сессии — в русскую национальную фракцию. Состоял членом комиссий: по местному самоуправлению, по исполнению государственной росписи доходов и расходов и о мерах борьбы с пожарами.